# Xian de Fusui
Le xian de Fusui (chinois simplifié : 扶绥县 ; chinois traditionnel : 扶綏縣 ; pinyin : Fúsuí Xiàn ; Zhuang : Fuzsuij Yen) est un district administratif de la région autonome Zhuang du Guangxi en Chine. Il est placé sous la juridiction de la ville-préfecture de Chongzuo.

## Géographie
Fusui se situe dans la partie sud du Guangxi, à 67 km de la  Chongzuo, et à 52 km de la Nanning. Fusui est traversée de part en part par la rivière Zuo. Son altitude est comprise entre 100 et 800 m. La partie sud de la ville est dominée par la colline Leiyantai. La partie nord est zones de plaine, et propices à l'agriculture. L'agriculture a été développé autour de la canne à sucre. Les environs de Fusui comptent parmi les terres agricoles les plus productives du pays : on y cultive le canne à sucre mais aussi les céréales, les agrumes, le taro, les châtaignes... Autre pilier de l'économie locale, le tourisme d'initiation aux plaisirs de la vie campagnarde a été mis en place par les autorités.

## Climat
Le climat de Fusui est de type régions tropicales. Le printemps est doux, pluvieux et humide, l'été très orageux.l'automne très sec et l'hiver sec fait davantage ressentir le froid, comparé à celui d'autres régions tropicales.
Les températures moyennes pour Beihai vont de +21 °C pour le mois le plus froid à +39 °C pour le mois le plus chaud, avec une moyenne annuelle de −0,6 °C, et la pluviométrie y est de 1 300 mm (chiffres arrêtés en 2010). Les conditions climatiques sont propices au développement de l'agriculture et  cultures subtropicales.

## Histoire
Depuis le néolithique, les Zhuang vivent dans cette région. En 742, durant le règne de l'empereur Xuanzong de la dynastie Tang, le xian de Fusui est établi. En 756, la xian prend le nom de Long. En 1951, la xian acquiert son nom actuel.

## Subdivisions administratives
La xian de Fusui exerce sa juridiction sur deux subdivisions - huit bourgs et trois cantons ：
- le Bourg  de Xinning - 新宁镇 Xínníng Zhèn ;
- le Bourg de Quli - 渠黎镇 Qúlì  Zhèn ;
- le Bourg de Qujiu - 渠旧镇 Qújiù Zhèn ;
- le Bourg de Liuqiao - 柳桥镇 Dàxīn Zhèn ;
- le Bourg de Dongmen - 东门镇 Dōngmén Zhèn ;
- le Bourg  de Shanxu - 山圩镇 Shānxū  Zhèn ;
- la Bourg  de Zhongdong - 中东镇 Zhōngdōng Zhèn ;
- le Bourg  de Dongluo - 东罗镇 Dōngluó Zhèn ;
- le Canton  de Longtou - 龙头乡 Lóngtóu Xiāng ;
- le Canton de Bapen - 岜盆乡 Bāpén Xiāng ;
- le Canton de Changping - 昌平乡 Chāngpíng Xiāng.

Le bourg ou canton exerce sa juridiction sur 133 villages ou communautés ：
| Nom bourg ou canton | Nom communautés ou villages | Population(2010-2011) |
| ------------------- | --- | --------------------- |
| Bourg de Xinning    | cinq communautés: Chengxiang, Chengdong, Chengxi Chengnan, Xiufeng, et huit villages : Chonghe, Changsha, Nakuan, Shuibian, Tangan, Shangdong, Datang, Quna                                                       | 85 512                |
| Bourg de Quli       | deux communautés : Quli, Chine-ASEAN Jeunesse parc industriel, et seize villages : Liansui，Quduo，Tuohe，Xinan，Basang，Buyao，Nale, Nongdeping，Qushi，Wangzhuang，Daling，Leilong，Dubang，Quxin，Biji，Qufeng | 48 195                |
| Bourg de Qujiu      | un communautés : Qujiu, et dix villages : Lailu，Tuonong，Tuoya，Sanhe，Nongbu，Tatun，Zhongyuan，Zhuqin，Chongbian, Busha                                                                                        | 28 000                |
| Bourg de Liuqiao    | un communautés : Liuqiao, et douze villages : Leida, Shangtun, Baliu, Zaowa, Xincun, Quqi, Xichang, Fuba, Poli, Pokan, Pingpo, Najia                                                                              | 33 000                |
| Bourg de Dongmen    | un communautés : Dongmen, et quinze villages : Banbao，Baidang，Haozuo，Liutou，Balou，Takuaile，Bu lian，Jiucheng，Zìyao，Buge，Najiang，Naba，Jiangbian，Lingnan，Tuoda                                         | 44 000                |
| Bourg de Shanxu     | un communautés : Shanxu, et onze villages : Qutou，Nali，Bayin，Kunlun，Pingtian，Napai，Pinggao，Na bai，Yubai，Jiuta，Naren                                                                                     | 38 000                |
| Bourg de Zhongdong  | un communautés : Zhongdong, et quatorze villages : Xinling，Pingshan，Fengpo，Jiuxian，Jiuhe, Sitong, Xinlong，Baiyu，Shangyu，Sanshao，Dongshao，Linhe, Sixin，Weijiu                                            | 38 000                |
| Bourg de Dongluo    | neuf villages : Dongluo，Kelan，Douchong，Nalian，Cenfan，Qukan，Bayang，Dongdou，Houzhai | 41 000                |
| Canton de Longtou   | un communautés : Longtou, et huit villages : Jiuzhuang, Fengzhuang，Xiaohan，Natang，Tanlong，Nagui，Linwang，Tengguang                                                                                           | 32 000                |
| Canton de Bapen     | huit villages : Napo, Gudou, Nonglin, Balun, Nongdong, Tuoliao, Nabiao, Bapen | 27 552                |
| Canton de Changping | un communautés : Changping, et huit villages : Pingbai, Balian, Sairen, Sihe, Zhonghua, Mumin, Shili, Lianhao | 25 054                |

Source :(zh) La statistiques officielles de la Chine en 2013-01-02

## Démographie

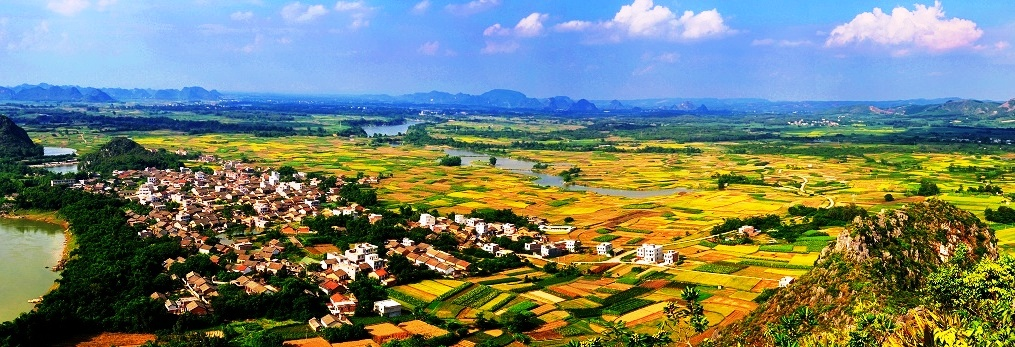
Les rural paysage du région Zhuang, Bourg de Xinning en Fusui

La population du district était de 406 332 habitants en 1999, dont 82 % de Zhuang, groupe ethnique principalement concentré dans cette région. La population de la xian est de 85 512 habitants, et celle de la circonscription de 432 000 habitants d'après le recensement de 2010, dont 82.8 % de Zhuang, groupe ethnique principalement concentré dans cette région, en très légère augmentation depuis le recensement de 1999.

## Groupes ethniques
Les groupes ethniques sont les Zhuangs, les Hans, les Yaos, les Hmongs, les Dongs, les Huis, les Mandchous, les Mulams, les Mongols, et d'autres groupes de minorités.
Au recensement de 2010, les 432 000 personnes recensées se répartissaient en :
| Nom ethnique | Population | %      |
| ------------ | ---------- | ------ |
| Zhuang       | 357 600    | 82,8 % |
| Han          | 73 000     | 16,9 % |
| Yao          |            | 0,2 %  |
| Divers       |            | 0,1 %  |

## Langues
On parle différentes langues dans le Fusui. La plus répandue est le Zhuang, traditionnellement parlé dans le centre, est et l'ouest de la xian. Le cantonais est également parlé dans l'est de la xian, particulièrement autour de Longtou. Avec l'arrivée massive d'émigrants venus d'autres villes, l'usage du mandarin du sud-ouest s'est également répandu.

## Culture
Le Fusui se distingue par une diversité ethnique et culturelle. Les Zhuang représentent plus de 82 % de la population, de nombreuses autres nationalités minorité sont présentes dans la Fusui. La culture de Zhuang est importante, une tradition y est conservée et continue à évoluer. Le danse et théâtre chez  Zhuang est très populaire dans la région.

## Éducation
Enseignement supérieur :
- Collège professionnelle de Guangxi
- Collège sciences et technologie de Guangxi

Enseignement professionnelle :
- L'école secondaires professionnelles et techniques de la Fusui

Enseignement Secondaire :
- École secondaire de la Fusui
- École deuxième de la Fusui
- École yucai de la Fusui
- École nationales de la Fusui
- École expérimentale de la Fusui
- École Quli de la Fusui
- École Qujiu de la Fusui
- École Shanxu de la Fusui
- École  Dongmen de la Fusui
- École  Dongluo de la Fusui
- École  Longtou de la Fusui
- École Changping de la Fusui
- École Zhongdong de la Fusui

## Ressources naturelles
Le abonde en ressources naturelles. Plus de 20 types de minéraux ont été découverts dans la Fusui. Les principales minérales sont le fer, le manganèse, l'aluminium, le zinc, le cobalt, le nickel, la calcite, le calcaire, barytine, cristal, marbre…. Les réserves charbon  3 800 000  tonnes, réserves kaolin minière  6 000 000  tonnes, et réserves  barytine 600 000 tonnes.

## Économie
En 2006, le PIB total a été de 48,64 milliards de yuans, et le PIB par habitant de 18867 yuans.
En 2009, le PIB total a été de 60,13 milliards de yuans, et le PIB par habitant de 19352 yuans.
En 2010, le PIB total a été de 80,63 milliards de yuans, et le PIB par habitant de 20896 yuans.
Les produits agricoles locaux sont les céréales, la canne, le poisson, les légumes, la pastèque, le manioc, la tortue, l'longane, la banane, le maïs, le litchi, l'orange, la mangue, l'arachide et le melon.
L'industrie locale consiste en ciment, le sisal de traitement, raffiner du sucre, l'électricité, les matériaux de construction, produits aquatiques.
Les ressources naturelles sont l'or, le fer, le manganèse, l'aluminium, le quartz, l'indium, le charbon, l' barytine, le marbre  et le granit. Cette diversité représente un tiers des ressources minérales que l'on peut trouver en Chine.

### Zone de développement
- La Parc industriel de jeunesse Chine-ASEAN, a été approuvée par le Conseil d'État en 2001. Sa superficie initiale de 15,34 km2 a été étendue, en 2004, par le Conseil d'État, à 34,8 km2, en 3 phases. Les industries encouragées dans la parc industriel sont  la production et l'assemblage dans les chimique et électronique. La parc industriel a su attirer de nombreuses grandes entreprises multinationales du ASEAN.L'Parc industriel  a pour objectif de fournir un environnement complet pour l'industriel  moderne : technologie, vente, nouveau tourisme, production, stockage, logistique…
- La Zone économique Fusui du  aéroport de Nannin, approuvée par le gouvernement de la province de Guangdong en juin 2006, située à proximité de la précédente, sur une superficie prévue de 60 km2. La zone est une étude ouverte, orientée vers l'exportation région économique. Il a la fabrication, des services aéroportuaires, de la logistique et d'autres fonctions.
- L'Parc industriel  de Zheshang, cible l'électronique, les technologies de l'information, l'intégration de l'optique, de la mécanique et de l'électronique, tout en encourageant également l'investissement dans les nouveaux matériaux, les télécommunications, et d'autres industries de haute technologie. La parc industriel a su attirer de nombreuses grandes entreprises  de Zhejiang.

### Agriculture
Dans le district de le climat tropical est propice à une importante production de noix de coco, bananes et de nombreux autres fruits tropicaux. Les principales productions agricoles sont la canne, le riz, les litchis, les bananes, les arachides, les maniocs, les sisals, les pastèques, et les longanes. La agriculture de canne est l'une des plus grandes productions de la Chine.

## Transports
Fusui est bien desservi par les chemins de fer, aéroport, canal et les autoroutes. 
Adjacent à l'aéroport de Nanning. Des autoroutes directs et de bus la relient à Fangchenggang, Beihai, Qinzhou et d'autres villes du Guangxi. Les routes principales sont les autoroutes 322. Le chemin de fer passe également par Fusui. Gui-Yue(Guangxi and Vietnam)chemin d'est en ouest à travers le centre de la Fusui. Fusui dispose de cinq stations de chemin de fer, la capacité ferroviaire suffisante, facile à transporter. 
En  Fusui, la principale forme de transport en commun reste les 3 lignes d'autobus publics.
La rivière Zuo est première rivière de la Fusui, transport fluvial grâce à Wuzhou, Guangzhou, Hong Kong et d'autres endroits.

## Faune et flore
Le climat tropical de Fusui lui confère une étonnante biodiversité. Y sont recensées de nombreuses espèces animales et plus de 3000 espèces de plantes.
Figurant dans la liste mondiale des espèces protégées, on y trouve le trachypithecus poliocephalus, l'panthère nébuleuse, l e forêt chevrotin porte-musc et le pythons.
La Trachypithecus poliocephalus est une espèce en danger qui fait partie des Primates. C’est un singe de la famille des Cercopithecidae. L'espèce se révélé en Fusui. Selon l'enquête, en 1991,a révélé 166 trachypithecus poliocephalus sauvage, en 1998, a révélé 188, en 2003 a révélé 319.

## Alimentation
Le climat tempéré et humide de cette région permet à de nombreux champignons d'y pousser dont certains ont de nombreuses vertus médicinales. À Bourg de Xinning par exemple, vers le mois de septembre, de nombreux restaurants proposent des spécialités de fondues aux champignons, composées de différents champignons de la région.
La cuisine Zhuang est renommée, par exemple, porc rôti de la Zhuang, gâteau  patate douce de la Zhuang, tranches poulet cuit de la Zhuang.
Dès octobre, les vergers des villages regorgent de pomelos.

## Sites touristiques
- La rivière Zuo
- Région scénique de roches Coq
- Beacon Hill
- Réserve naturelle de Trachypithecus poliocephalus
- Région scénique de retour à Dragon
- Parc Dinosaures de la Fusui(扶绥恐龙公园) est un parc à thème, situé à Napai(bassin), à 60 km de la Nanning, et à 80 km de la Chongzuo. Disposé en trois zones, le thème du parc est les dinosaures. De nombreuses statues de ceux-ci sont disséminées dans Parc Dinosaures de la  Fusui. Le musée présente par exemple les fossiles des sinopliosaurus et sauropoda. Plusieurs spectacles ont lieu dans le parc, certains avec la participation d'animaux. Des exhibitions avec des animaux se déroulent aussi dans ce parc d'attractions.
- Ancienne résidence de la Huang Xianfan(黄现璠故居) est une ancienne résidence de la  Huang Xianfan dans l'enfance, situé à Qusi(villages). L'ancienne résidence de 20 m x 8 m, à étage double avec un toit de tuiles du type irimoya, est une attraction culturelle en Fusui.

## Personnages historiques
- Wu Lingyun( - 1863) - héros de la  Zhuang dans la dynastie Qing, grandit dans une famille Zhuang.
- Huang Xianfan(1899 - 1982)  - historien, anthropologue, ethnologue, éducateur et folkloriste de la République populaire de Chine, grandit dans une famille Zhuang.